# Simone Bartzick
Simone Bartzick (* 8. Oktober 1984 in Landshut, Bayern) ist eine deutsche Schauspielerin.

## Werdegang
Simone Bartzick ist im niederbayrischen Landshut geboren und aufgewachsen. Sie startete 2008 ihr Schauspielstudium an der Athanor Akademie in Burghausen, unter der Leitung von David Esrig. Nach erfolgreichem Abschluss und der Aufnahme in die ZAV München engagierte sie Michael Lerchenberg als Debütantin für die Luisenburg-Festspiele. Im darauffolgenden Jahr gewann sie für ihre Rolle als Sams im Kinderstück Eine Woche voller Samstage den Nachwuchspreis der Festspiele.
Sie verkörperte 2013 den Jungen Mogli im Musical Das Dschungelbuch am Theater Trier.

Bartzick tourt seit 2012 zusammen mit der freischaffenden Theatergruppe Mördernacht durch Bayern und Österreich.

## Rollen (Auswahl)
- 2012 Maria / Kein Platz für Idioten / Felix Mitterer / Luisenburg-Festspiele
- 2012 Jule / Varrecka Soits! / Daniela Haindl / Mördernacht
- 2013 Regine / Gespenster / Henrik Ibsen / Theater an der Rott
- 2013 Sams / Eine Woche voller Samstage / Paul Maar / Luisenburg-Festspiele
- 2013 Mogli / Das Dschungelbuch / Rudyard Kipling / Theater Trier
- 2014 Jim Knopf / Jim Knopf und Lukas der Lokomotivführer / Michael Ende / Luisenburg-Festspiele
- 2014 Spatz / Glaube und Heimat / Karl Schönherr / Luisenburg-Festspiele
- 2014 Christine / Sacke Zement / Daniela Haindl / Mördernacht
- 2015 Hortula / Astutuli / Carl Orff / Carl Orff Festspiele
- 2016 Kater Josef / Hund.Katze.Floh / Oliver Vilzmann / Kulturhaus Chiemgau
- 2016 Sams / Am Samstag kam das Sams zurück / Paul Maar / Luisenburg-Festspiele
- 2016 Zenz / Der verkaufte Großvater / Anton Hamik / Luisenburg-Festspiele

### Auszeichnungen
2013 Nachwuchspreis der Luisenburg-Festspiele, Wunsiedel